# راشد السبت
راشد مال الله عبد الرحمن السبت عسكري وسياسي بحريني.

## السيرة
ولد السبت في مدينة المحرق. حصل على بكالوريوس في العلوم العسكرية من العراق. عمل في قوة دفاع البحرين. تم تعيينه عضوا في مجلس الشورى من 2002 إلى 2010.

## أوسمة
- وسام الشيخ عيسى بن سلمان آل خليفة من الدرجة الثالثة عام 2000.
- وسام حوار من الدرجة الأولى عام 2001.
- وسام تحرير دولة الكويت من الدرجة الثالثة عام 1994.
- وسام البحرين من الدرجة الثانية عام 1983.